# Isin-II-Zeit
Als Isin-II-Zeit wird ein zwei Jahrhunderte umfassender Zeitraum in der altorientalischen Geschichte bezeichnet. Mit ihm beginnt die Eisenzeit in Mesopotamien. Er ist durch die Vorherrschaft einer in Isin ansässigen Dynastie über Babylonien gekennzeichnet. Teilweise wird er mit der vorausgehenden Kassitenzeit zusammengefasst und als mittelbabylonische Zeit bezeichnet.
Die politische Entwicklung dieser Zeit ist Konsequenz der vorausgehenden Epoche. Das nach einem Einfall der Elamer geschwächte Babylon war in ständige Grenzkonflikte mit Elam und dem benachbarten Assyrien verwickelt. Unter Tukulti-apil-ešarra I. fiel es zeitweilig an Assyrien, bevor es durch Nebukadnezar I. (Nabu-kudurri-usu I.) wieder seine Unabhängigkeit erlangte. Zudem mischte es in innenpolitischen Fragen Assyriens mit, indem dort Ninurta-tukulti-Aššur auf den Thron verholfen wurde.